# پی‌سنگ

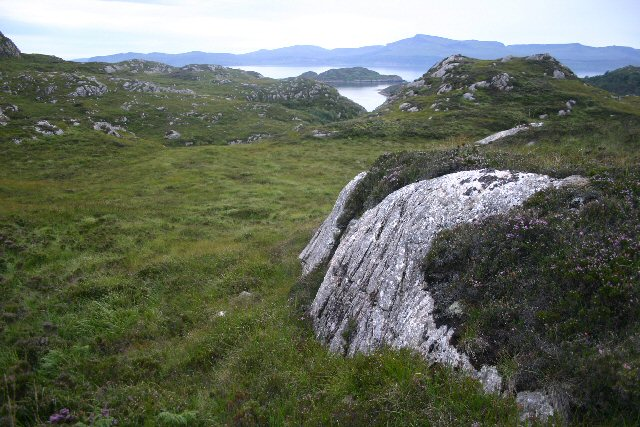
رخنمون پی‌سنگ گنیس در اسکاتلند

پی‌سنگ (انگلیسی: Basement) یا پی‌سنگ بلورین در زمین‌شناسی به سنگ‌های بلورینی گفته می‌شود که بالای گوشته و در زیر تمام سنگ‌ها و رسوبات دیگر قرار دارند. پی‌سنگ‌ها گاهی در سطح رخنمون دارند، اما اغلب موارد در زیر مایل‌ها سنگ و رسوب مدفون شده‌اند. پی‌سنگ‌ها در زیر یک سکو یا پوشش رسوبی یا به‌طور کلی هر سنگ زیر سنگ‌های رسوبی یا حوضه‌های رسوبی دارای منشأ دگرگونی یا آذرین قرار می‌گیرند. به همین دلیل، رسوبات یا سنگ‌های رسوبی بالای پی‌سنگ را می‌توان «پوشش» یا «پوشش رسوبی» نامید.
سنگ‌های پوسته پیش از تبدیل به پی‌سنگ چندین‌بار تغییر می‌کنند و این تغییرات آن‌ها را جایگزین می‌کند.

## سن
پی‌سنگ‌های پوسته قاره‌ای بسیار قدیمی‌تر از پوسته اقیانوسی هستند. سن پوسته اقیانوسی بین ۰ تا ۳۴۰ میلیون سال و میانگین سنی آن ۶۴ میلیون سال است. پوسته قاره‌ای چون به اندازه کافی سبک و ضخیم است، دچار فرورانش نمی‌شود و بنابراین پوسته قاره‌ای قدیمی‌تر است. ولی پوسته اقیانوسی به صورت دوره‌ای فرورانده می‌شود و در نواحی فرورانش و شکافتگی اقیانوسی با پوسته اقیانوسی جدیدتر جایگزین می‌شود.